# حصن أوبارفيلييه (مترو باريس)
حصن أوبارفيلييه (بالفرنسية: Fort d'Aubervilliers)‏ هي محطة مترو تابعة لمترو باريس تقع في فرنسا في أوبرفيليي.[بحاجة لمصدر]